# Manna (roślina)
Manna (Glyceria R.Br.) – rodzaj roślin z rodziny wiechlinowatych. Należy do niego ok. 40 gatunków. Występują one głównie w strefach klimatu umiarkowanego na obu półkulach. W Polsce rośnie 6 gatunków rodzimych, jeden mieszaniec i jeden zadomowiony przybysz. Trawy te zasiedlają siedliska podmokłe.

## Rozmieszczenie geograficzne
Zasięg rodzaju obejmuje głównie strefy umiarkowane i częściowo strefę międzyzwrotnikową. Rozległy jest na półkuli północnej, gdzie rośliny z tego rodzaju rosną w niemal całej Europie, Azji (na południu sięgając po Indie i Mjanmę), Ameryce Północnej (po Florydę i Meksyk) oraz w północno-zachodniej Afryce. Na półkuli południowej rośliny te obecne są w południowej i zachodniej Australii oraz w południowej części Ameryki Południowej (po północną Argentynę i południową Brazylię).
Gatunki flory Polski
- manna długoząbkowa Glyceria declinata Bréb.
- manna fałdowana Glyceria notata Chevall.
- manna gajowa Glyceria nemoralis (R. Uechtr.) R. Uechtr. & Körn.
- manna jadalna Glyceria fluitans (L.) R. Br.
- manna litewska Glyceria lithuanica (Gorski) Gorski
- manna mielec, m. wodna Glyceria maxima (Hartm.) Holmb.
- manna płonna Glyceria × pedicellata F. Towns.
- manna prążkowana Glyceria striata (Lam.) Hitchc. – antropofit zadomowiony

## Systematyka
Pozycja systematyczna
Rodzaj z rodziny wiechlinowatych (Poaceae), rzędu wiechlinowców (Poales). W obrębie rodziny należy do podrodziny wiechlinowe (Pooideae), plemienia Meliceae.
Wykaz gatunków
- Glyceria acutiflora Torr.
- Glyceria alnasteretum Kom.
- Glyceria × amurensis Prob.
- Glyceria arkansana Fernald
- Glyceria arundinacea Kunth
- Glyceria australis C.E.Hubb.
- Glyceria borealis (Nash) Batch.
- Glyceria canadensis (Michx.) Trin.
- Glyceria caspia Trin.
- Glyceria chinensis Keng ex Z.L.Wu
- Glyceria colombiana Gir.-Cañas
- Glyceria declinata Bréb. – manna długoząbkowa
- Glyceria depauperata Ohwi
- Glyceria × digenea Domin
- Glyceria drummondii (Steud.) C.E.Hubb.
- Glyceria elata (Nash) M.E.Jones
- Glyceria fluitans (L.) R.Br. – manna jadalna
- Glyceria × gatineauensis Bowden
- Glyceria grandis S.Watson
- Glyceria insularis C.E.Hubb.
- Glyceria ischyroneura Steud.
- Glyceria latispicea (F.Muell.) F.Muell. ex Benth.
- Glyceria leptolepis Ohwi
- Glyceria leptorhiza (Maxim.) Kom.
- Glyceria leptostachya Buckley
- Glyceria lithuanica (Gorski) Gorski – manna litewska
- Glyceria maxima (Hartm.) Holmb. – manna mielec
- Glyceria melicaria (Michx.) F.T.Hubb.
- Glyceria multiflora Steud.
- Glyceria nemoralis (R.Uechtr.) R.Uechtr. & Koern. – manna gajowa
- Glyceria notata Chevall. – manna fałdowana
- Glyceria nubigena W.A.Anderson
- Glyceria obtusa (Muhl.) Trin.
- Glyceria occidentalis (Piper) J.C.Nelson
- Glyceria × ottawensis Bowden
- Glyceria × pedicellata F.Towns. – manna płonna
- Glyceria probatovae Tzvelev
- Glyceria pulchella (Nash) K.Schum.
- Glyceria saltensis Sulekic & Rúgolo
- Glyceria septentrionalis Hitchc.
- Glyceria spicata Guss.
- Glyceria spiculosa (F.Schmidt) Roshev. ex B.Fedtsch.
- Glyceria striata (Lam.) Hitchc. – manna prążkowana
- Glyceria × tokitana Masamura
- Glyceria tonglensis C.B.Clarke
- Glyceria voroschilovii Tzvelev